# Handbuch der Marienkunde
Das Handbuch der Marienkunde ist ein von Wolfgang Beinert und Heinrich Petri herausgegebenes Nachschlagewerk zur Mariologie und Marienverehrung. Die erste Auflage erschien 1984, die zweite überarbeitete Auflage in zwei Bänden 1996 und 1997.

## Zum BegriffMarienkunde
Der Begriff Marienkunde wurde von einer Reihe römisch-katholischer Theologen als zusammenfassender Begriff für Marienlehre (oder Mariologie) und Marienverehrung verwendet. Im Vorwort zum Handbuch der Marienkunde von 1984 umreißen die Herausgeber seinen Inhalt: „Die wichtigen Daten zur Mariologie und zur marianischen Spiritualität sind berücksichtigt“.  Damit sind die zwei Themenbereiche umrissen, deren geschichtliche Entwicklung dann Georg Söll in seinem Beitrag darlegt: Maria in der Geschichte von Theologie und Frömmigkeit. Am Beginn bezeichnet er „diese beiden Phänomene“ als „Marienlehre und Marienverehrung“, wobei er Marienlehre und Mariologie austauschbar verwendet. Sodann erklärt Söll, warum er bei seinem Gang durch die Kirchengeschichte „die beiden durchaus verschiedenen Sachverhalte von Lehre und Verehrung“ miteinander behandelt: Weil nämlich „die beiden Themen innerlich und geschichtlich so eng verbunden sind“; es sei „die Verehrung meist nur der sinnenfällige Ausdruck der Lehre und des Glaubens“, aber mitunter wurde sie „zu einer motorischen Kraft“ für die lehramtliche Verkündigung. Söll legt seine Begriffswahl dar:
„Zur Bezeichnung des Sachverhalts wird im Folgenden für den lehrhaften Teil von Marienlehre (Mariologie) und mariologisch gesprochen, für den Bereich der Frömmigkeit von Marienverehrung bzw. von marianisch.“

## Vorgeschichte
Das Handbuch der Marienkunde trat an die Stelle zweier älterer Nachschlagewerke: der dreibändigen, von Paul Sträter herausgegebenen Katholischen Marienkunde  (1947 bis 1951) und des ebenfalls auf drei Bände angelegten Lexikons der Marienkunde.
Die Anfänge des Lexikons für (später: der) Marienkunde reichen in die Spätphase des sogenannten Marianischen Jahrhunderts (etwa 1830 bis 1960) zurück, in der die Marienverehrung unter besonderer Förderung der Päpste eine Blütezeit erlebte. Begründet wurde das Projekt 1949 von Ludwig Böer und Georg Engelhardt; zum Herausgeberkreis gehörten Carl Feckes, Konrad Algermissen, Julius Tyciak und  Michael Schmaus. Von 1957 bis 1964 erschienen Teillieferungen des auf 6000 Stichwörter angelegten Nachschlagewerks im Regensburger Verlag Pustet. Der Rezensent Peter Nober begrüßte 1957 das Erscheinen der ersten Lieferung des mit 22 Teilgebieten sehr umfassend angelegten Lexikons: „ausser Dogmatik und Exegese vor allem auch noch Theologiegeschichte, Liturgiegeschichte, Frömmigkeitsgeschichte, Kunst- und Literaturgeschichte, Religionsgeschichte – ausser einer Unterrichtung über die Marienhaltung der verschiedenen christlichen Gemeinschaften, all die vielen Marienheiligtümer und selbst Erscheinungen. All dieser Stoff wird unter dem sinnvollen Monogramm geboten, das Christus in Maria betont, so wie es der echten katholischen Dogmatik entspricht.“ Pustet publizierte 1967 den ersten Band (A bis E), zog sich aber danach aus finanziellen Gründen von dem Projekt zurück. Das 1966 gegründete Institutum Marianum Ratisbonense betrachtete die Fertigstellung dieses Lexikons als seine Aufgabe. Der Verlag Pustet  konnte dafür aber nicht gewonnen werden, da er mittlerweile das von Beinert und Petri herausgegebene Handbuch der Marienkunde publizierte. Der EOS-Verlag St. Ottilien dagegen erklärte sich 1983 bereit, das nun von Leo Scheffczyk und Remigius Bäumer herausgegebene Lexikon zu publizieren, das nun den von Scheffczyk vorgeschlagenen Titel Marienlexikon trug. Es war 1994 fertiggestellt und enthielt über 3500 Artikel aus den Themenbereichen Bibelexegese, Theologie- und Dogmengeschichte, Dogmatik, Religionsgeschichte, Christlicher Orient, Orthodoxe Theologie, Nichtkatholische Bekenntnisse, Liturgie (West/Ost), Lateinische Hymnologie, Musikwissenschaft, Alte Kirchengeschichte und Patrologie, Kirchengeschichte des Mittelalters und der Neuzeit, Hagiographie, Orden und religiöse Gemeinschaften, Missionswissenschaft, Frömmigkeitsgeschichte sowie Kunst- und Literaturgeschichte.

## Inhalt
Theologische Grundlegung
- Otto Knoch: Maria in der Heiligen Schrift (für die zweite Auflage überarbeitet von Franz Mußner)
- Georg Söll: Maria in der Geschichte von Theologie und Frömmigkeit (stattdessen in der zweiten Auflage: Stefano de Fiores: Maria in der Geschichte von Theologie und Frömmigkeit)
- Wolfgang Beinert: Die mariologischen Dogmen und ihre Entfaltung
- Heinrich Petri: Maria und die Ökumene (stattdessen in der zweiten Auflage: Anastasios Kallis: Die Gottesgebärerin in der orthodoxen Theologie und Frömmigkeit; Heinrich Petri: Maria in der Sicht evangelischer Christen)
  - neu in der zweiten Auflage: Giancarlo Collet: Maria in der Theologie der Befreiung
  - neu in der zweiten Auflage: Regina Radlbeck-Ossmann: Maria in der Feministischen Theologie

Geistliches Leben
- Franz Courth: Marianische Gebetsformen
- Bruno Kleinheyer: Maria in der Liturgie (für die zweite Auflage überarbeitet von August Jilek)
  - neu in der zweiten Auflage: Franz Courth: Marianische Gebetsformen
- Heinrich Köster: Die marianische Spiritualität religiöser Gruppierungen
- Franz Courth: Wallfahrten zu Maria
- René Laurentin: Marienerscheinungen (stattdessen in der zweiten Auflage: Heinrich Petri: Marienerscheinungen)
  - neu in der zweiten Auflage: Hubertus Kohle: Fundamentalistische Marienbewegungen

Gestaltetes Zeugnis
- Gregor Martin Lechner: Marienverehrung und Bildende Kunst (in der zweiten Auflage: Maria und Bildende Kunst)
- Franz Fleckenstein: Marienverehrung in der Musik (in der zweiten Auflage: Maria in der Musik)
- Karl-Josef Kuschel: Maria in der deutschen Literatur des 20. Jahrhunderts
  - neu in der zweiten Auflage: Reinhold Zwick: Maria im Film

Gläubiger Lobpreis
- Klaus Guth: Geschichtlicher Abriß der marianischen Wallfahrtsbewegungen im deutschsprachigen Raum
- Karl Kolb: Typologie der Gnadenbilder
- Walter Pötzl: Marianisches Brauchtum an Wallfahrtsorten
- Ferdinand Stadlbauer: Realien der Marienverehrung im profanen Bereich

## Erstausgabe 1984
Das Handbuch der Marienkunde war die erste umfangreiche Darstellung von Marienverehrung und Mariologie im deutschen Sprachraum nach dem Ende des marianischen Jahrhunderts – welches ja auch das vorzeitige Ende des Lexikons der Marienkunde zur Folge hatte. Der Rezensent der Herder Korrespondenz urteilte, das Handbuch halte „in etwa die Mitte zwischen marianischem ‚Maximalismus‘ und ‚Minimalismus‘“, vermisste allerdings in einigen Fällen die kritische Distanz. In den Stimmen der Zeit hob Karl Heinz Neufeld hervor, dass die gründliche exegetische und dogmatische Fundierung im ersten Hauptteil „ungesichertem Überschwang vorbaut und unberechtigte Kritik oder Reserve überwindet.“

## Neubearbeitung 1996/1997
Die Neubearbeitung des Handbuchs der Marienkunde blieb der vierteiligen Gliederung der Erstausgabe (Theologische Grundlegung – Geistliches Leben – Gestaltetes Zeugnis – Gläubiger Lobpreis) treu. Das Kapitel Theologie- und Frömmigkeitsgeschichte wurde neu bearbeitet, das Kapitel Ökumene geteilt in Orthodoxie und evangelische Christenheit. Neu hinzugekommen sind Beiträge zu Maria in der Befreiungstheologie und der Feministischen Theologie. Der Rezensent Michael Heymel sieht in der für das Handbuch kennzeichnenden Verbindung von Marienverehrung und Mariologie „ein[en] Perspektivwechsel nachkonziliarer Theologie, der es der Mariologie nahelegt, sich künftig von der Bibel her heilsgeschichtlich und zugleich an der Gegenwartskultur auszurichten.“

## Textausgabe
- Wolfgang Beinert (Hrsg.): Handbuch der Marienkunde. 2., neu bearbeitete Auflage. Pustet, Regensburg. Band 1: Theologische Grundlegung, geistliches Leben, 1996; Band 2: Gestaltetes Zeugnis, gläubiger Lobpreis, 1997.